# یواس‌اس کاروندلت (آی‌ایکس-۱۳۶)
یواس‌اس کاروندلت (آی‌ایکس-۱۳۶) (به انگلیسی: USS Carondelet (IX-136)) یک کشتی بود که طول آن ۳۴۳ فوت (۱۰۵ متر) بود. این کشتی در سال ۱۹۲۱ ساخته شد.